# الديار (الحيمة الخارجية)

تعديل مصدري - تعديل

الديار هي إحدى قرى عزلة بني بجير بمديرية الحيمة الخارجية التابعة لمحافظة صنعاء، بلغ تعداد سكانها 156 نسمة حسب تعداد اليمن لعام 2004.